# Susanne Schicker
Susanne Schicker (geb. 15. September 1963 in Wien als Susanne Landsteiner) ist eine AHS-Pädagogin und war nach Referententätigkeit in dieser Wiener Schulbehörde als Nachfolgerin von Kurt Scholz von April 2001 bis Dezember 2015 amtsführende Präsidentin des Stadtschulrats für Wien.

## Leben
Susanne Brandsteidl studierte Lehramt Germanistik und Geschichte an der Universität Wien und promovierte zur Doktorin. Sie war AHS-Lehrerin, Leiterin des Tagesschulheimes am GRG21 Wien und Schullektorin beim Verlag Jugend & Volk.
2001 wurde sie Amtsführende Präsidentin des Wiener Stadtschulrats. Nach der Landtags- und Gemeinderatswahl in Wien 2015 folgte Jürgen Czernohorszky Brandsteidl im Dezember 2015 in der Funktion des Stadtschulratspräsidenten nach. Brandsteidl wechselte als Ministerialrätin ins Bildungsministerium.
Seit 2018 hat sie die Leitung und Koordination des Festivals Wien Beethoven 2020 inne. Bis 2019 war sie Vorsitzende des Universitätsrats der Musik und Kunst Privatuniversität der Stadt Wien. Außerdem ist sie Mitglied des Kuratoriums des SK Rapid Wien.
Susanne Schicker ist mit dem früheren Stadtrat Rudolf Schicker verheiratet. Die Hochzeit fand zwischen 2016 und 2019 statt.

## Auszeichnungen
- 2020: Goldenes Ehrenzeichen für Verdienste um das Land Wien[1]